# Olivier Kingue
Juan Olivier Simo Kingue (Yaoundé, 20 febbraio 1996) è un calciatore camerunese, difensore svincolato.

## Carriera
Ha giocato nella prima divisione ceca ed in quella nepalese.

## Statistiche

### Presenze e reti nei club
Statistiche aggiornate al 24 novembre 2023.
| Stagione              | Squadra               | Campionato            | Campionato | Campionato | Coppe nazionali | Coppe nazionali | Coppe nazionali | Coppe continentali | Coppe continentali | Coppe continentali | Altre coppe | Altre coppe | Altre coppe | Totale | Totale |
| Stagione              | Squadra               | Comp                  | Pres       | Reti       | Comp            | Pres            | Reti            | Comp               | Pres               | Reti               | Comp        | Pres        | Reti        | Pres   | Reti   |
| --------------------- | --------------------- | --------------------- | ---------- | ---------- | --------------- | --------------- | --------------- | ------------------ | ------------------ | ------------------ | ----------- | ----------- | ----------- | ------ | ------ |
| 2016-2017             | Olhanense             | SL                    | 4          | 0          | CP+CdL          | 0               | 0               |                    | -                  | -                  |             | -           | -           | 4      | 0      |
| feb.-giu. 2018        | Ústí nad Labem        | 2L                    | 11         | 2          | CRC             | -               | -               |                    | -                  | -                  |             | -           | -           | 11     | 2      |
| lug.-dic. 2018        | Ústí nad Labem        | 2L                    | 5          | 0          | CRC             | 0               | 0               |                    | -                  | -                  |             | -           | -           | 5      | 0      |
| Totale Ústí nad Labem | Totale Ústí nad Labem | Totale Ústí nad Labem | 16         | 2          |                 | 0               | 0               |                    | -                  | -                  |             | -           | -           | 16     | 2      |
| gen.-giu. 2019        | Příbram               | 1L                    | 10         | 1          | CRC             | -               | -               |                    | -                  | -                  |             | -           | -           | 10     | 1      |
| 2019-2020             | Příbram               | 1L                    | 11         | 0          | CRC             | 0               | 0               |                    | -                  | -                  |             | -           | -           | 11     | 0      |
| 2020-2021             | Příbram               | 1L                    | 18         | 0          | CRC             | 0               | 0               |                    | -                  | -                  |             | -           | -           | 18     | 0      |
| Totale Příbram        | Totale Příbram        | Totale Příbram        | 39         | 1          |                 | 0               | 0               |                    | -                  | -                  |             | -           | -           | 39     | 1      |
| 2023-2024             | Kathmandu Rayzrs      | NSL                   | 1          | 0          | -               | -               | -               |                    | -                  | -                  |             | -           | -           | 1      | 0      |
| Totale carriera       | Totale carriera       | Totale carriera       | 59         | 3          |                 | 0               | 0               |                    | -                  | -                  |             | -           | -           | 59     | 3      |